# NKSコーポレーション
株式会社NKSコーポレーション（エヌケイエスコーポレーション）は、新潟県新潟市中央区を本社に持つ、ビルメンテナンス会社である。現在は、指定管理者業務・ESCO事業も行う。東京都練馬区に東京本部を置いている。

## 沿革
- 1963年3月 - 港区芝に「新潟管財」を創立。
- 1964年10月 - 新潟支店開設。
- 2005年2月 - ISO9001認証取得
- 2005年2月 - 社名をNKSコーポレーションに変更。
- 2008年7月 - 本社を新潟市にも設置。これにより本社2社制とした。